# Ochotona pallasi
Espèce
Synonymes
- Ochotona helanshanensis 
Zheng, 1987 [in Wang 1990]
- Ochotona argentata 
Howell, 1928 (préféré par UICN)

Répartition géographique
Statut de conservation UICN

 LC  : Préoccupation mineure
Ochotona pallasi est une espèce de pikas de la famille des Ochotonidae. C'est un petit mammifère lagomorphe (ordre des Lagomorpha) nommé en français pika de Pallas ou pika de Mongolie. C'est une espèce de préoccupation mineure.

## Sous-espèces
Selon NCBI (20 juin 2010), il existe trois sous-espèces :
- Ochotona pallasi helanshanensis ;
- Ochotona pallasi pricei ;
- Ochotona pallasi sunidica.